# Форсаж 4
«Форсаж 4» (англ. Fast & Furious, дослівно укр. Швидкі і розлючені) — американсько-японський драматичний бойовик режисера Джастіна Ліна, що вийшов 2009 року. У головних ролях Він Дізель, Пол Вокер, Мішель Родрігес.
Сценаристом був Кріс Морґан, продюсерами були Він Дізель, Майкл Фоттрел і Ніл Г. Моріц. Вперше фільм продемонстрували 12 березня 2009 року у США. В Україні у кінопрокаті прем'єра фільму відбулась 9 квітня 2009.

## Сюжет
В Домінікані відбувається викрадення цистерн бензовозу на повному ходу, яке ледь не коштувало Домініку і Летті життя. Витівка вдалася. Але святкувати успіх, як виявилося, було не до місця: цього разу банда добре засвітилася, і місцева поліція ось-ось може їх схопити. Домінік вирішує не ризикувати, тому залишає Летті і їде. Через деякий час Мія телефонує йому в Панаму і повідомляє, що Летті вбили. Кидаючи все, Домінік летить до Лос-Анджелеса, щоб проводити її в останню путь, але навіть цього зробити не може, тому що його розшукують спецслужби. Торетто клянеться помститися винуватцям смерті його коханої. З'їздивши з Мією на місце аварії, Домінік виявляє, що вбивця використовував нітрометан. Знайшовши торговця, він з'ясовує, що машину з таким паливом замовляв Девід Парк.
Браян О'Коннор, тепер федерал, знає, що Домінік повернувся, але не поспішає його шукати. Його головний біль і біль всієї служби — піймання найбільшого мексиканського наркобарона Артуро Брагі. В процесі невеликого розслідування О'Коннор, як і Торетто, виходить на Парка, а також зустрічає Мію Торетто. Через Парка Браяну і Домініку вдається вписати свої імена до списку учасників заїзду, влаштованого Брагі спеціально для набору своїх кур'єрів. На місці гонки Домінік і Браян знайомляться зі ще двома помічниками Артуро Брагі: Жизель та його заступником Кампосом. За підсумками гонки перемагає Домінік, але Браян вважає його перемогу нечесною і користуючись повноваженнями федеративної служби, підкидає одному з відібраних раніше кур'єрів наркотики. Так Браяну і Домініку вдається потрапити до числа кур'єрів Брагі. У клубі Домінік знаходить машину вбивці: зелений Ford Torino. Жизель говорить Торрето, що це машина Фенікса, помічника Кампоса. Всім кур'єрам дають завдання — перевезти через кордон із Мексики якийсь вантаж. В процесі перевезення Домінік Торрето спеціально виїжджає з колони, щоб знайти підтвердження того, що Фенікс їздить на нітрометані і що саме він убив Летті.
Коли вантаж був перевезений, всіх водіїв вивели з машин, щоб убити. Але Домінік, заздалегідь передчуваючи біду, відкрив балон з азотом і натиснув на прикурювач. Це врятувало йому життя: в метушні Дому і Браяну вдалося викрасти одну із машин у Фенікса, але в цій машині, як виявилось, лежав товар на 60 мільйонів доларів. Браян вирішує допомогти ФБР зловити Брагі, але натомість ті повинні зняти з Домініка всі звинувачення. Сховавшись недалеко від кордону, Браян викликає Мію, щоб та допомогла братові з пораненням. В цей час з'ясовується ще одна деталь про Летті — вона стала співпрацювати з ФБР в надії зняти звинувачення з Домініка, щоб той зміг повернутися додому. Також з'ясовується, що саме Браян заслав її в картель Брагі. Спроба передати товар особисто в руки Брагі зірвалася: замість справжнього Брагі прийшов підставний. Загін спецназу, який чекав наказу О'Коннора, рано рвонув з місця і розпочалася перестрілка. Тільки в той момент стало зрозуміло, що Брагі і Кампос — одна особа, і ФБР усуває О'Коннора від розслідування.
Браян і Домінік повертаються до Мексики і викрадають Брагі. За героями починається гонитва. Єдиний шанс героїв вижити — це сховатися в тунелях, через які може проїхати тільки досвідчений гонщик. З іншого боку тунелю опинилися тільки Браян і Фенікс. Підрізавши О'Коннора, Фенікс вийшов з машини і збирався вбити його, але несподівано з тунелю з'явився Домінік. Він розігнався і припечатав Фенікса до розбитої машини Браяна. Сам Браян залишився живим.
Браян знову, як і в першій частині, пропонує Домініку тікати, але той відмовився: йому набридло ховатися. Торетто постав перед судом, і, незважаючи на прохання Браяна і допомогу Домініка в арешті Брагі, суд постановив відправити його до в'язниці суворого режиму Ломпак терміном на 25 років без права на дострокове звільнення. Перебуваючи вже в автобусі, що перевозить в'язнів, Домінік чує, як звідкись ззаду доносяться звуки гоночних двигунів. Це були Браян, Мія Торетто і мексиканські друзі — Тего і Ріко, які вирішили звільнити Домініка.

## У ролях
| Актор            | Персонаж                                                      | Роль                                                            |
| ---------------- | ------------------------------------------------------------- | --------------------------------------------------------------- |
| Він Дізель       | Домінік Торетто англ. Dominic Toretto                         | колишній злочинець, автомеханік і вуличний гонщик               |
| Пол Вокер        | Браян О'Коннер англ. Brian O'Conner                           | колишній поліцейський, агент ФБР, автомеханік і вуличний гонщик |
| Мішель Родрігес  | Летиція «Летті» Ортіс англ. Leticia "Letty" Ortiz             | дівчина Домініка                                                |
| Джордана Брюстер | Мія Торетто англ. Mia Toretto                                 | сестра Домініка, дівчина Браяна                                 |
| Джон Ортіс       | Артуро Браґа / Рамон Кампос англ. Arturo Braga / Ramon Campos | наркодилер                                                      |
| Галь Гадот       | Жизель Яшар англ. Gisele Yashar                               | зв'язковий                                                      |
| Лаз Алонсо       | Фелікс Кальдерон англ. Fenix Calderon                         | поплічник Домініка                                              |
| Санґ Канґ        | Хан Лю англ. Han Lue                                          | права рука Домініка                                             |
| Дон Омар         | Сантос англ. Santos                                           |                                                                 |

## Сприйняття

### Критика
Фільм отримав здебільшого змішані відгуки: Rotten Tomatoes дав оцінку 27% на основі 172 відгуки від критиків (середня оцінка 4,6/10) і 68% від глядачів із середньою оцінкою 3,7/5 (487,423 голоси). Загалом на сайті фільми має змішаний рейтинг, фільму зарахований «гнилий помідор» від кінокритиків, проте «попкорн» від глядачів, Internet Movie Database — 6,6/10 (145 384 голоси), Metacritic — 45/100 (27 відгуків критиків) і 6,7/10 від глядачів (161 голос). Загалом на цьому ресурсі від критиківфільм отримав змішані відгуки, а від глядачів — позитивні.

### Касові збори
Під час показу в Україні, що розпочався 9 квітня 2009 року, протягом першого тижня фільм був показаний у 71 кінотеатрі і зібрав 588,274 $, що на той час дозволило йому зайняти 1 місце серед усіх прем'єр. Показ стрічки протривав 6 тижнів і завершився 17 травня 2009 року. За цей час стрічка зібрала 1,007,293 $. Із цим показником стрічка зайняла 16 місце у кінопрокаті за касовими зборами в Україні 2009 року.
Під час показу у США, що стартував 3 квітня 2009 року, протягом першого тижня фільм був показаний у 3,461 кінотеатрі і зібрав 70,950,500 $, що на той час дозволило йому зайняти 1 місце серед усіх прем'єр. Показ фільму протривав 91 день (13 тижнів) і завершився 2 липня 2009 року. За цей час фільм зібрав у прокаті у США 155,064,265   доларів США, а у решті світу 208,100,000 $ (за іншими даними 208,000,000 $), тобто загалом 363,164,265 $ (за іншими даними 363,064,265 $) при бюджеті 85 млн $.

### Нагороди і номінації[12]
| Рік  | Нагорода                               | Категорія                                                          | Номінант                                                                                               | Результат |
| ---- | -------------------------------------- | ------------------------------------------------------------------ | --- | --------- |
| 2009 | ALMA Awards                            | Акторка у фільмі                                                   | Мішель Родрігес                                                                                        | Номінація |
| 2009 | MTV Movie Awards                       | Найкраща чоловіча гра                                              | Він Дізель                                                                                             | Номінація |
| 2010 | ASCAP Film and Television Music Awards | Найкращі десять фільмів за касовими зборами                        | Браян Тайлер                                                                                           | Перемога  |
| 2010 | World Stunt Awards                     | Найкраща робота з автомобілями                                     | Кенні Олександр (каскадер), Трой Браун (дублер), Джин Гартлайн, Гайді Манімейкер (дублер), Тед Ґріффіт | Перемога  |
| 2010 | World Stunt Awards                     | Найкращий постановник трюків і / або 2-ий Директор: Художній фільм | Майк Ґюнтер                                                                                            | Перемога  |
| 2011 | ASCAP Film and Television Music Awards | Найкращі десять фільмів за касовими зборами                        | Браян Тайлер                                                                                           | Перемога  |

### Виноски
1. 1 2  Fast & Furious: Release Info (англ.). Internet Movie Database. Архів оригіналу за 12 червня 2013. Процитовано 24 вересня 2014.
2. 1 2  Форсаж 4. Kino-teatr.ua. Архів оригіналу за 1 вересня 2016. Процитовано 24 вересня 2014.
3. 1 2  Fast & Furious (англ.). Internet Movie Database. Архів оригіналу за 30 січня 2011. Процитовано 24 вересня 2014.
4. 1 2 3 4 5  Fast & Furious (англ.). Box Office Mojo. Архів оригіналу за 6 липня 2011. Процитовано 24 вересня 2014.
5. 1 2 3 4 5  Fast & Furious (англ.). The Numbers. Архів оригіналу за 3 вересня 2014. Процитовано 24 вересня 2014.
6. ↑  Fast & Furious (англ.). AllMovie. Архів оригіналу за 7 квітня 2015. Процитовано 24 вересня 2014.
7. ↑  Fast & Furious: Full Cast & Crew (англ.). Internet Movie Database. Архів оригіналу за 8 червня 2013. Процитовано 24 вересня 2014.
8. ↑  Fast & Furious (2009) (англ.). Rotten Tomatoes. Архів оригіналу за 8 червня 2011. Процитовано 24 вересня 2014.
9. ↑  Fast & Furious (англ.). Metacritic. Архів оригіналу за 24 жовтня 2012. Процитовано 24 вересня 2014.
10. ↑  Fast & Furious — Ukraine Weekend Box Office (англ.). Box Office Mojo. Архів оригіналу за 29 жовтня 2015. Процитовано 24 вересня 2014.
11. ↑  Ukraine Yearly Box Office. 2009 (англ.). Box Office Mojo. Архів оригіналу за 24 вересня 2014. Процитовано 24 вересня 2014.
12. ↑  Fast & Furious: Awards (англ.). Internet Movie Database. Архів оригіналу за 28 травня 2013. Процитовано 24 вересня 2014.